# 6891 Triconia
6891 Triconia este un asteroid din centura principală de asteroizi.

## Descriere
6891 Triconia este un asteroid din centura principală de asteroizi. A fost descoperit pe 23 septembrie 1976 la Harvard College Observatory. Asteroidul prezintă o orbită caracterizată de o semiaxă mare de 2,69 ua, o excentricitate de 0,06 și o înclinație de 6,0° în raport cu ecliptica.